# Trières sacrées

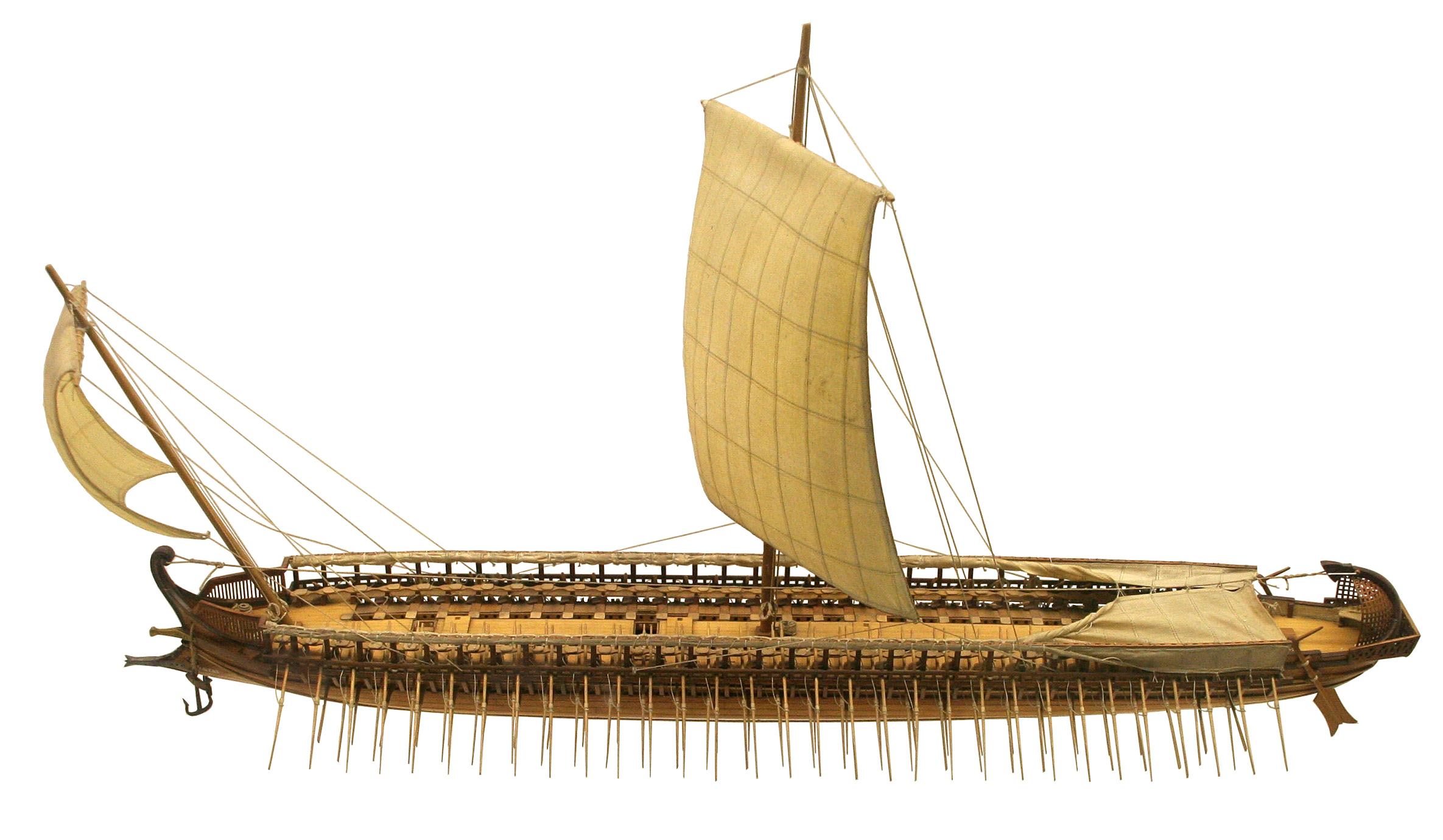
Modèle d'une trière grecque.

Les trières sacrées étaient, à Athènes, des trières d'État ayant des fonctions religieuses : elles servaient de théore dans les processions religieuses, conduisaient les ambassades ou participaient aux courses organisées lors des fêtes religieuses.
Les plus célèbres étaient « la Paralienne (el) » (de Paralos) et « la Salaminienne » (de Salamine), qui servaient également d'estafette au gouvernement athénien au Ve et IVe siècles av. J.-C. : ainsi, la Paralienne était chargée de la plupart des missions diplomatiques, tandis que la Salaminienne portait les messages officiels. C'est cette dernière qui fut envoyée arrêter Alcibiade alors qu'il commandait l'expédition de Sicile. Ces deux trières étaient chacune dotées d'un tamias, un magistrat élu ayant une fonction de trésorier.
« L'Ammonienne », qui aurait remplacé la Salaminienne du temps d'Aristote,, et « la Délienne » qui participait aux processions religieuses vers Delos : censé être le bateau de Thésée, elle était constamment entretenue par le remplacement de toutes ses planches usées afin que le bateau gardât son identité. Lorsque Protogénès décora les Propylées de l'Acropole, il y peignit la Paralienne et l'Ammonienne. 